# Salvador Pires Monteiro
Sertanista que Silva Leme descreve no volume VIII de sua «Genealogia Paulistana», pg 30.
Deve ter sido filho de José Pires Monteiro e Maria Luís, esta filha do reinol Francisco Luís.
Acompanhou o pai a Santa Catarina desde a adolescência, e em 1680 foi com seu avô Francisco Dias Velho, e outros, na leva do mestre de campo Jorge Soares de Macedo. 
Casou com Ana Bueno de Camargo, com quem se mudou depois para as minas do Pilar, em Goiás, onde morreu muito velho, em 1753.